# Gravsøgende hunde
Gravsøgende hunde er en gruppe af jagthunde, der anvendes primært til gravjagt, altså under jorden, til at jage ræv og mårhund. I andre jages også grævling mm på gravjagt. Racerne er bl.a. Jack Russell terrier, border terrier, tysk jagtterrier m.fl. 